# John Weathers

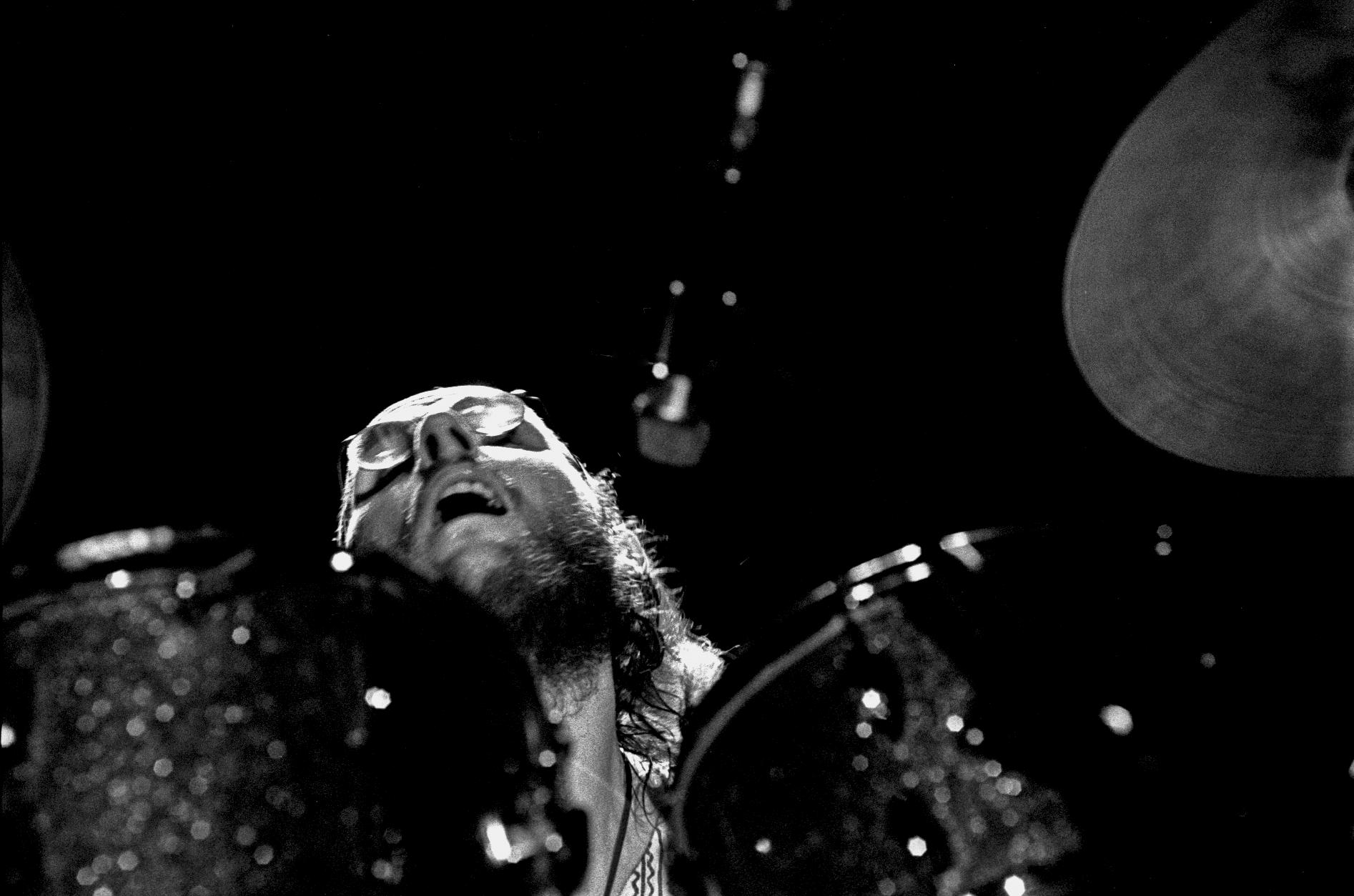
John Weathers (1974)

John Patrick 'Pugwash'  Weathers (* 7. Februar 1947 in Carmarthen, Carmarthenshire, West-Wales) ist ein britischer Musiker. Von 1972 bis 1980 war er Mitglied der Band Gentle Giant.

## Leben
Er spielt Schlagzeug, Trommel, Vibraphon, Xylophon, Gitarre und singt. Ab dem Album Octopus war Weathers Schlagzeuger bei Gentle Giant und bei Fans für seinen energiegeladenen Stil beliebt.
John Weathers Vater stammte aus Liverpool, seine Mutter aus Wales. Die Familie zog von Carmarthen nach Swansea. Er besuchte die Carmarthen Secondary Modern School. Das Musizieren erlernte er autodidaktisch. Als Jugendlicher begann er, in unregelmäßigen Abständen Schlagzeug zu spielen. Mit 15 Jahren lief er von zuhause weg zu seiner Tante nach Liverpool, weil die familiären Spannungen zwischen ihm und seinen Eltern zu groß geworden waren. Nachts spielte er nun in Bars Swing, tagsüber verdingte er sich als Bäckersjunge. Als er zwei Jahre später nach Wales zurückkehrte, wurde er Mitglied der Band Eyes of Blue. Eyes of Blue gewann einen lokalen Musikpreis, den Johns Mutter noch heute besitzt.
Ab 1983 spielte er in der Rockband Man. Er tourte in Wales in einer Pantomime-Theatergruppe. Außerdem arbeitete er als Schlagzeuger für verschiedene Fernsehsendungen und erscheint auf einigen Aufnahmen walisischer Bands.
Auf der Single Flying Hero Sandwich/My last band von Pete Brown & Piblokoto spielte John Weathers Schlagzeug, ebenso wie auf den Alben Black Hole Star von den Neutrons und Bluebell Wood von Big Sleep.
Im Jahr 2001 gab der das Schlagzeugspiel aufgrund von Arthrose im Fuß auf, jedoch spielte er seit 2006 wieder Schlagzeug bei der neu formierten Band Wild Turkey, die bereits früher Gentle Giant gelegentlich auf Tournee unterstützte. Hier ist er auf deren Album You & Me In The Jungle beteiligt.
Heute lebt John als Ornithologe in Wales.